# Volební zákon
Volební zákon je zákon, který upravuje volby. Obsahuje proto úpravu jak aktivního, tak pasivního volebního práva, podmínky jeho uplatnění, organizaci voleb a sčítání hlasů, vyhlašování výsledků a případný soudní přezkum.
Podle Ústavy České republiky je k přijetí volebního zákona potřeba souhlasu jak Poslanecké sněmovny, tak Senátu (čl. 40 Ústavy). Senát zde tedy nemůže být přehlasován, na druhou stranu zde však nemůže sám přijmout zákonné opatření (čl. 33 odst. 2 Ústavy). Z tohoto důvodu bylo dříve předpokládáno, že se volebním zákonem myslí pouze takový zákon, který upravuje volby parlamentní. Ústavní soud však v nálezu sp. zn. Pl. ÚS 13/05 konstatoval, že jím jsou i další volební zákony, tedy upravující volby např. do obcí nebo krajů či do Evropského parlamentu.

## Seznam českých volebních zákonů
- Zákon o volbách do Parlamentu České republiky a o změně a doplnění některých dalších zákonů  (č. 247/1995 Sb.)
- Zákon o volbách do zastupitelstev krajů a o změně některých zákonů (č. 130/2000 Sb.)
- Zákon o volbách do zastupitelstev obcí a o změně některých zákonů (č. 491/2001 Sb.)
- Zákon o volbách do Evropského parlamentu a o změně některých zákonů (č. 62/2003 Sb.)
- Zákon o volbě prezidenta a o změně některých zákonů (č. 275/2012 Sb.)

## Změna volebních zákonů
Změna systému přidělování mandátů do PS PČR v roce 2000 do Parlamentu České republiky zvýšila počet volebních obvodů na 35 a zavedla modifikovanu D'Hondtovu metodu. Tuto změnu však následně zrušil Ústavní soud. Novela volebního zákona 2021 zavedla Imperialiho kvótu a změnu uzavírací klauzule.